# Arrondissement di Clamecy
L'arrondissement di Clamecy è una suddivisione amministrativa francese, situata nel dipartimento della Nièvre e nella regione della Borgogna-Franca Contea.

## Composizione
L'arrondissement di Clamecy raggruppa 93 comuni in 6 cantoni:
- cantone di Brinon-sur-Beuvron
- cantone di Clamecy
- cantone di Corbigny
- cantone di Lormes
- cantone di Tannay
- cantone di Varzy